# كيت كولر
كيت كولر (بالإنجليزية: Kate Kohler)‏ هي عازفة بيانو أمريكية، ولدت في 16 فبراير 1969.

## وصلات خارجية
- كيت كولر على موقع ميوزك برينز (الإنجليزية)